# Le Feu de forêt
Le Feu de forêt ou L'Incendie de forêt est une peinture du peintre de la Renaissance italienne Piero di Cosimo. Elle est conservée à l'Ashmolean Museum d'Oxford.

## Description
La peinture représente une variété d'animaux apeurés tentant d'échapper à un incendie de forêt. Un chasseur poursuit deux vaches, et on distingue d’autres personnages en arrière-plan. Le feu qui fait rage occupe le centre de la composition.

## Analyse
Il s'agit de l'une des premières peintures de paysages de l’aire postclassique, il combine de vrais animaux et des animaux imaginaires. Il a été inspiré par le Livre 5 de Lucrèce Sur la Nature des Choses.
Piero di Cosimo représentera à plusieurs reprises des scènes de l’ « âge de pierre », tout comme on identifie dans ses tableaux une série relatant l’histoire de Vulcain et des progrès qu’il a apportés à l’Humanité. Scène de chasse et Retour de la chasse (vers 1494-1500, Metropolitan Museum of Art), vraisemblablement plus tardifs, représentent également l’état primitif de l’homme, alors qu’il ignorait encore l’usage du feu. Néanmoins, là où ces deux tableaux figurent les passions effrénées de l’Homme alors qu’il ne semble que peu se démarquer des bêtes qui peuplent également la scène, L’Incendie de forêt manifeste un certain progrès vers la civilisation : il y a une petite cabane, certains personnages façonnent des poteries rudimentaires et le personnage principal est habillé de peaux de bête. Le thème et le contenu de ces tableaux témoignent de l’intérêt archéologique du peintre.